# Grit Jurack
Grit Jurack (n. 22 octombrie 1977, Leipzig, RDG) este o fostă handbalistă germană care a jucat pentru echipa națională a Germaniei, acumulând cele mai multe selecții până în prezent, 306. La Campionatul Mondial din 2007 Jurack a câștigat medalia de bronz, a fost declarată cea mai bună marcatoare și a fost inclusă în echipa ideală All-Star Team. Ea a câștigat de trei ori Liga Campionilor cu Viborg HK, iar în 2009 a fost cea mai bună marcatoare a competiției, cu 113 goluri. Grit Jurack și-a sfârșit cariera handbalistică pe 7 octombrie 2012, ca urmare a unei accidentări la umăr.

## Carieră
După ce a cochetat cu mai multe sporturi în tinerețe, Jurack a ales să joace handbal și a fost selecționată la o vârstă fragedă în naționala Germaniei, căreia îi va deveni apoi căpitan pentru mulți ani. Ea a debutat la națională într-un meci împotriva SUA.
Grit Jurack a câștigat medalia de bronz la Campionatul Mondial din 1997 și a fost cea mai bună marcatoare la Campionatul Mondial din 1999, alături de Carmen Amariei, cu 67 de goluri înscrise.
La Campionatul Mondial din 2007, după ce a fost învinsă în semifinale de Norvegia, Germania a reușit să cucerească medalia de bronz în prelungirile finalei mici, în fața României. Grit Jurack a jucat un rol major în obținerea acestei medalii, înscriind 12 goluri. Ea a devenit și principala marcatoare a competiției, cu 85 de goluri înscrise, și a fost declarată cel mai bun intermediar dreapta.
În urma unui meci desfășurat în iunie 2006 împotriva Elveției, Jurack deține recordul de goluri înscrise pentru reprezentativa țării sale. În acea zi, ea a depășit 1500 de goluri marcate pentru naționala Germaniei. La Campionatul European din 2008, disputat în Republica Macedonia, Germania a ajuns din nou în semifinale. Grit Jurack a figurat încă o dată printre cele mai bune marcatoare și a fost din nou aleasă cel mai bun inter dreapta.
Alături de echipa de club Viborg HK, Jurack a obținut numeroase trofee, printre care de trei ori Liga Campionilor EHF: în 2006, 2009 și 2010. În anul competițional 2008/2009 ea a fost cea mai bună marcatoare la sfârșitul sezonului regulat, cu un total de 125 de goluri înscrise în 22 de meciuri. Acest an competițional a fost foarte important pentru Viborg HK, care a câștigat Liga Campionilor, campionatul și Cupa Danemarcei.
Anul 2010 i-a adus handbalistei germane alte succese, atât pe plan profesional cât și pe plan sportiv. La doar câteva săptămâni de la nașterea fiului său Lukas, în februarie, ea a revenit pe teren pentru a-și ajuta echipa să cucerească din nou titlul de campioană a Danemarcei și Liga Campionilor.
În 2012 handbalista și-a anunțat sfârșitul carierei, ultimul meci disputat cu echipa națională fiind pe 7 octombrie 2012. Ea deține atât recordul de selecții (306), cât și de goluri marcate (1581) pentru echipa Germaniei.

## Viața privată
Grit Jurack a dat naștere unui fiu, Lukas, pe 4 februarie 2010. Un al doilea fiu i s-a născut pe 12 decembrie 2013.

## Palmares

### Cu echipa de club
- Liga Daneză de Handbal:
  - Câștigătoare (4): 2006, 2008, 2009, 2010

- Cupa Danemarcei:
  -  Câștigătoare (6): 2002, 2006, 2007, 2008, 2009, 2010

- Handball-Bundesliga:
  - Câștigătoare (2): 1998, 1999

- Cupa Germaniei:
  -  Câștigătoare (2): 1996, 2000

- Liga Campionilor EHF:
  -  Câștigătoare (3): 2006, 2009 și 2010

- Trofeul Campionilor EHF:
  -  Câștigătoare (1): 2006

- Cupa EHF:
  -  Câștigătoare (1): 2002

### Cu echipa națională
- Jocurile Olimpice:
  - Jocurile Olimpice din 1996: locul 6
  - Jocurile Olimpice din 2008: locul 11

- Campionatul Mondial:
  - Campionatul Mondial din 1997:  medalie de bronz
  - Campionatul Mondial din 1999: locul 7
  - Campionatul Mondial din 2003: locul 12
  - Campionatul Mondial din 2005: locul 6
  - Campionatul Mondial din 2007:  medalie de bronz

- Campionatul European:
  - Campionatul European din 1996: locul 4
  - Campionatul European din 2000: locul 9
  - Campionatul European din 2004: locul 5
  - Campionatul European din 2006: locul 4
  - Campionatul European din 2008: locul 4

- Altele:
  - Prima convocare la echipa națională pe 23 ianuarie 1996, într-un meci împotriva SUA;
  - Ultimul meci la echipa națională pe 7 octombrie 2012, într-un meci împotriva Cehiei;

## Distincții individuale
- Handbalista anului în Germania (5): 1999, 2000, 2001, 2007, 2008
- Handbalista anului în Danemarca (4): 2005, 2007, 2008, 2009[8]
- Cel mai bun intermediar dreapta la Campionatul Mondial: 2007
- Cel mai bun intermediar dreapta la Campionatul European: 2004, 2008
- Cea mai bună marcatoare la Campionatul Mondial: 1999 (67 goluri, la egalitate cu Carmen Amariei), 2007 (85 goluri)
- Cea mai bună marcatoare în Campionatul Danemarcei: 2008/2009
- Cea mai bună marcatoare în Liga Campionilor: 2009 (113 goluri)[9]